# Ville-en-Hesbaye
Ville-en-Hesbaye (en wallon Veye-el-Hesbaye) est une section de la commune belge de Braives située en Région wallonne dans la province de Liège. C'était une commune à part entière avant la fusion des communes de 1977.

## Démographie
- Sources:INS, Rem:1831 jusqu'en 1970=recensements, 1976= nombre d'habitants au 31 décembre

## Liste des bourgmestres de 1830 à 1977
- Henri Mouton, de 1971 à 1976, (PSB).

## Patrimoine et culture

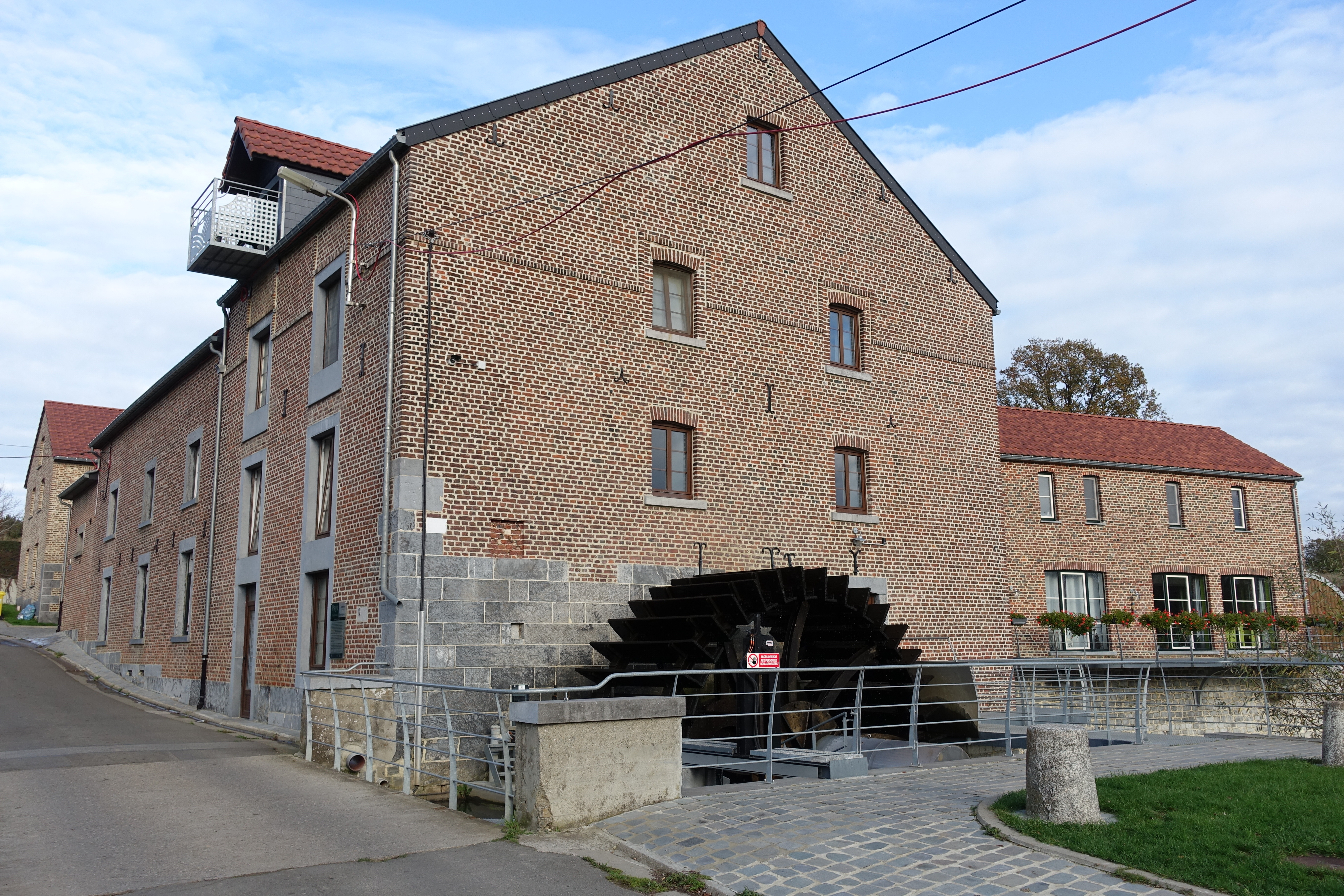
Moulin à eau Moulin de Velupont.
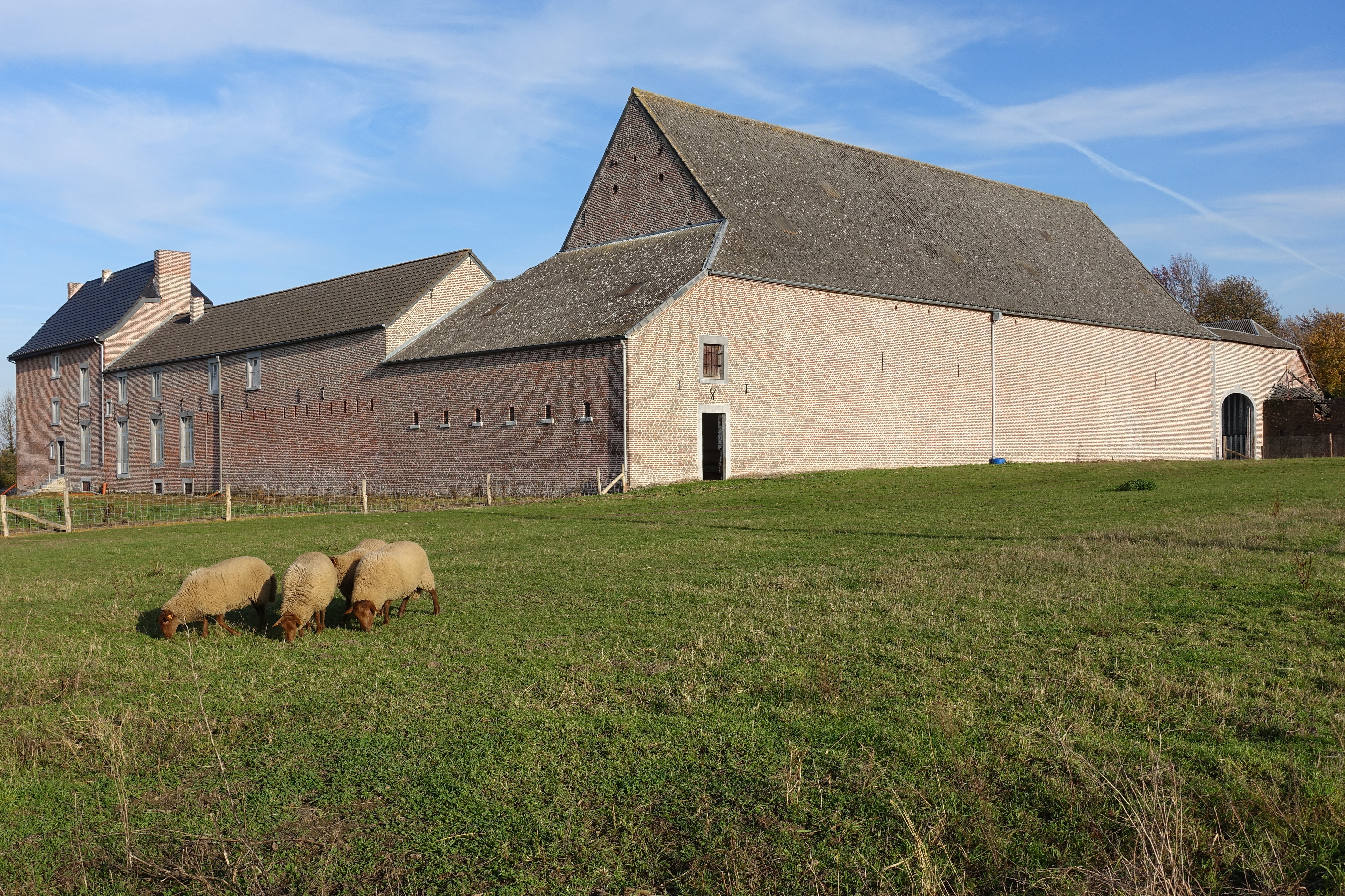
Quadrianglaire.
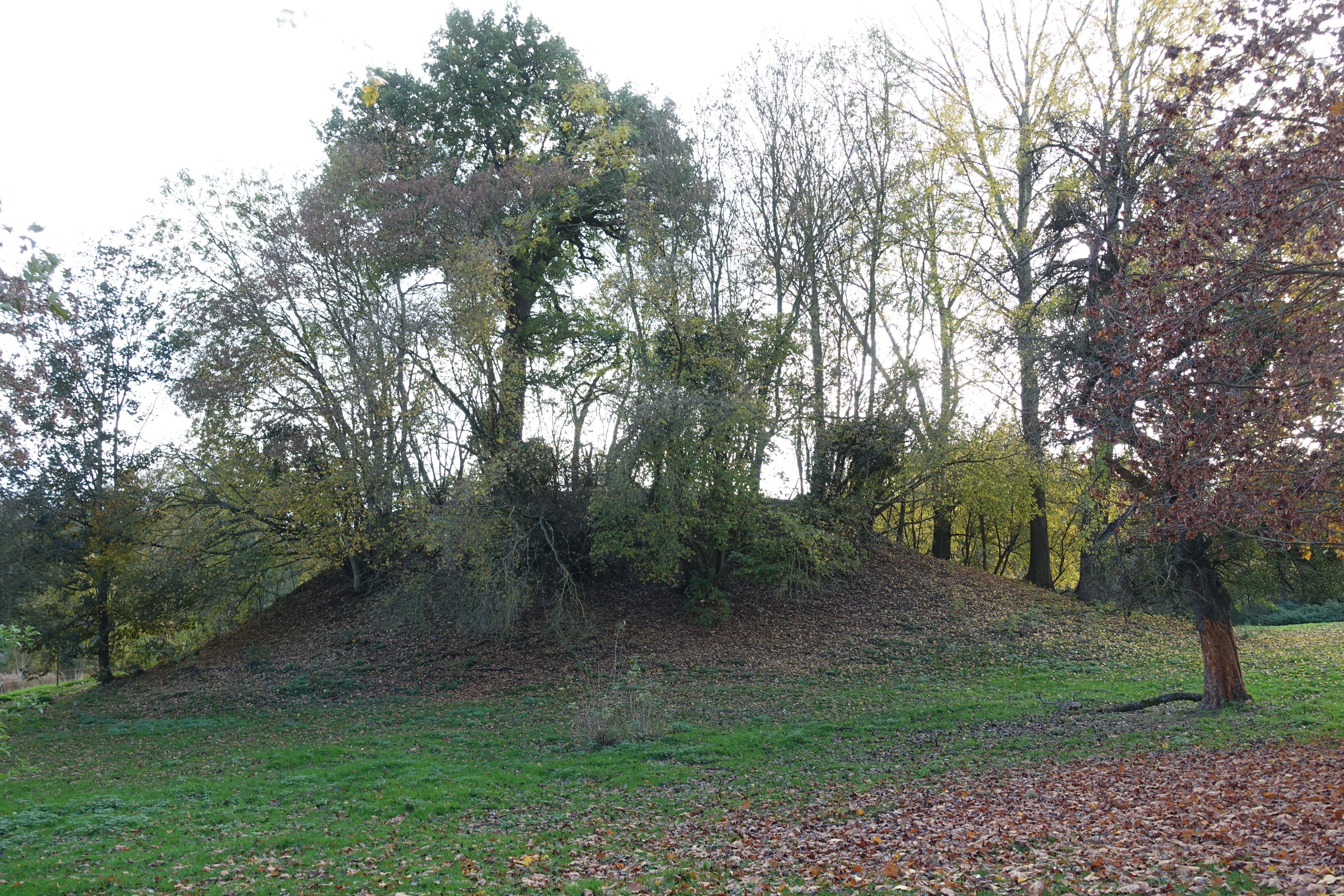
Motte féodale (Moyen Âge).
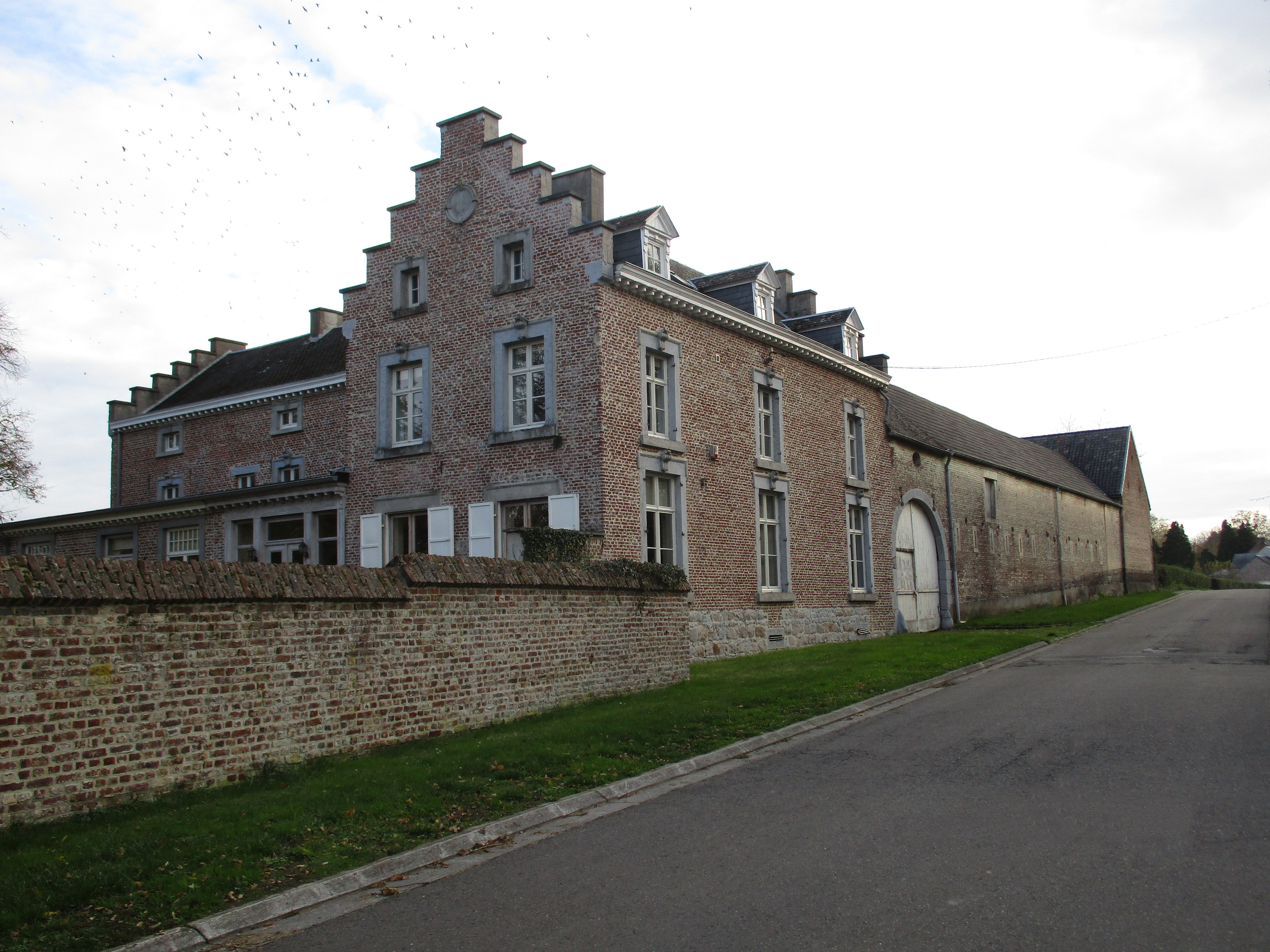
Chateau-ferme Heptia.